# Skärholmen (stacja metra)
Skärholmen – podziemna stacja sztokholmskiego metra, leży w Sztokholmie, w Söderort, w dzielnicy Skärholmen, w części Skärholmen. Na czerwonej linii metra T13, między Vårbergiem a Sätrą. Dziennie korzysta z niej około 13 300 osób.
Stacja znajduje się na głębokości 5 metrów, równolegle między Äspholmsvägen i Skärholmsgången. Posiada dwa wyjścia zlokalizowane przy Skärholmsgången i Skärholmstorget. 
Otworzono ją 1 marca 1967 wraz z odcinkiem Sätra-Skärholmen. Do 2 grudnia 1967 była to stacja końcowa linii T13. Posiada jeden peron. Stacja została zaprojektowana przez Ahlgren-Olsson-Silow Arkitektkontor.

## Sztuka
- Ett landskap, från soluppgång till solnedgång (pol. Krajobraz, od świtu do zachodu), seria 23 obrazów o wymiarach 2x4 m pokazująca zmianę światła dziennego w krajobrazie Nowego Meksyku, Ulf Wahlberg, 1990
- Färg och form. Tema med variationer från 1950-talet, 4 mozaiki, wariacja tematu lat 50. XX wieku, Ulf Wahlberg, 2004

## Czas przejazdu
| Linia | Stacja   | Czas przejazdu | Stacja                                                    | Czas przejazdu                     |
| T13   | Ropsten  | 31 min         | Liljeholmen Slussen Gamla stan T-Centralen Östermalmstorg | 13 min 19 min 21 min 23 min 25 min |
| T13   | Norsborg | 13 min         | Liljeholmen Slussen Gamla stan T-Centralen Östermalmstorg | 13 min 19 min 21 min 23 min 25 min |

## Otoczenie
W otoczeniu stacji znajdują się:
- Mikaelikyrkan
- Ekholmsskolan
- Skärholmenskyrka
- Skärholmshallen
- Skärholmens gymansium
- Västerholmsskolan
- Österholmsskolan
- Södra Stockholms Folkhögskola